# Kubek

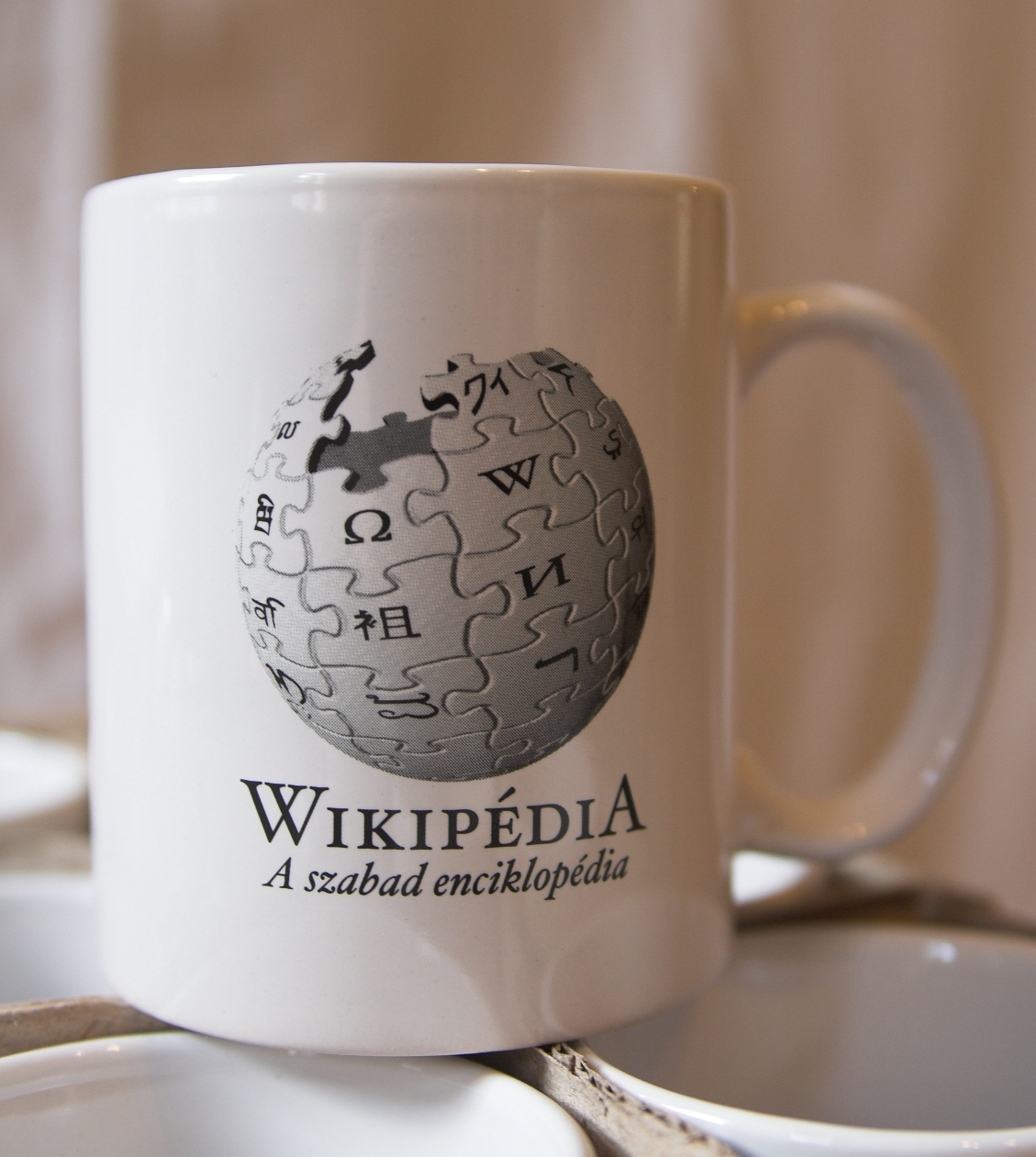
Kubek z logo Wikipedii

Kubek – naczynie, najczęściej ceramiczne, służące do picia napojów. Kubki wykonuje się również z emaliowanej stali, gliny, fajansu, plastiku, aluminium, drewna, stali nierdzewnej i grubego szkła. Te ostatnie wykonuje się w postaci naczyń o podwójnej ściance, dzięki czemu, w odróżnieniu od szklanki, mają możliwość dłuższego zachowania ciepła napoju. Najczęściej kubek posiada uchwyt zwany uchem oraz zdobienie, nierzadko bogate (przez co bywa często gadżetem reklamowym, prezentem lub obiektem kolekcjonerstwa).
Przeciętne wymiary współczesnego kubka porcelanowego:
średnica: 80 mm
wysokość: 95 mm
grubość ścianki ok. 3 mm
grubość ucha ok. 15 mm
W języku polskim utrwaliło się powiedzenie kubek w kubek równoważne pojęciu identyczności. Powiedzonko wzięło swoje źródło z istniejącego w przeszłości zwyczaju wręczania oblubieńcom przy okazji zawierania małżeństwa tzw. weselnego pucharu dwoistego, czyli dwóch (często bardzo kosztownych) pucharów – kubek w kubek takich samych. W rzeczywistości mogły się nieznacznie one różnić.